# Affaire Dupont de Ligonnès
Pour les autres membres de la famille, voir Famille du Pont de Ligonnès.
L’affaire Dupont de Ligonnès concerne un quintuple meurtre non élucidé survenu en 2011 à Nantes (Loire-Atlantique), en France, et la disparition du principal suspect, Xavier Dupont de Ligonnès. 
Les corps de cinq membres de la famille — l'épouse de Xavier, Agnès, et leurs quatre enfants Arthur, Thomas, Anne et Benoît — ont été retrouvés le 21 avril enterrés sous la terrasse de leur maison nantaise, après avoir été assassinés probablement le 4 ou le 5 avril. 
L'enquête a pu retracer le parcours du suspect des assassinats, Xavier Dupont de Ligonnès, jusqu'à Roquebrune-sur-Argens, dans le Var, le 15 avril 2011, et reste introuvable depuis cette date. 
Les circonstances des meurtres et de la disparition du père de famille, qui a fait l'objet de toutes sortes d'hypothèses et continue d'alimenter régulièrement l'attention médiatique nationale, en ont fait l'une des plus mystérieuses affaires judiciaires françaises.

## Protagonistes

### Famille
En 2011, Xavier Dupont de Ligonnès et sa famille résident comme locataires d'une maison au 55 boulevard Robert-Schuman, dans le nord-ouest de la ville de Nantes,.
La famille Dupont de Ligonnès, appartenant à la vieille noblesse française, est originaire de la région d'Annonay, dans le Vivarais, et s'est ensuite transplantée à Chanac, en Gévaudan.

#### Arbre généalogique
Ci-dessous est présenté l'arbre généalogique de la famille de Xavier et d'Agnès, avec leurs proches.
- victimes
- suspect
- membres de la famille de Xavier Dupont de Ligonnès

|                  |                  |                    |                    | Hubert Dupont de Ligonnès (1931–2011) | Hubert Dupont de Ligonnès (1931–2011) | Hubert Dupont de Ligonnès (1931–2011) | Hubert Dupont de Ligonnès (1931–2011) | Hubert Dupont de Ligonnès (1931–2011) | Hubert Dupont de Ligonnès (1931–2011) |                                    |                                    | Geneviève Maître (1930)            | Geneviève Maître (1930)            | Geneviève Maître (1930) | Geneviève Maître (1930) | Geneviève Maître (1930)    | Geneviève Maître (1930)    |                            |                            |                            |                            |                    |                    |          |          |                    |                    |                    |                    |                    |                    |                  |                  |                  |                  |                  |                  |  |  |                          |                          |                          |                          |                          |                          |  |  |  |  |  |  |  |  |  |  |
|                  |                  |                    |                    | Hubert Dupont de Ligonnès (1931–2011) | Hubert Dupont de Ligonnès (1931–2011) | Hubert Dupont de Ligonnès (1931–2011) | Hubert Dupont de Ligonnès (1931–2011) | Hubert Dupont de Ligonnès (1931–2011) | Hubert Dupont de Ligonnès (1931–2011) |                                    |                                    | Geneviève Maître (1930)            | Geneviève Maître (1930)            | Geneviève Maître (1930) | Geneviève Maître (1930) | Geneviève Maître (1930)    | Geneviève Maître (1930)    |                            |                            |                            |                            |                    |                    |          |          |                    |                    |                    |                    |                    |                    |                  |                  |                  |                  |                  |                  |  |  |                          |                          |                          |                          |                          |                          |  |  |  |  |  |  |  |  |  |  |
|                  |                  |                    |                    |                                       |                                       |                                       |                                       |                                       |                                       |                                    |                                    |                                    |                                    |                         |                         |                            |                            |                            |                            |                            |                            |                    |                    |          |          |                    |                    |                    |                    |                    |                    |                  |                  |                  |                  |                  |                  |  |  |                          |                          |                          |                          |                          |                          |  |  |  |  |  |  |  |  |  |  |
|                  |                  |                    |                    |                                       |                                       |                                       |                                       |                                       |                                       |                                    |                                    |                                    |                                    |                         |                         |                            |                            |                            |                            |                            |                            |                    |                    |          |          |                    |                    |                    |                    |                    |                    |                  |                  |                  |                  |                  |                  |  |  |                          |                          |                          |                          |                          |                          |  |  |  |  |  |  |  |  |  |  |
| Véronique (1957) | Véronique (1957) | Véronique (1957)   | Véronique (1957)   | Véronique (1957)                      | Véronique (1957)                      |                                       |                                       | Xavier Dupont de Ligonnès (1961-?)    | Xavier Dupont de Ligonnès (1961-?)    | Xavier Dupont de Ligonnès (1961-?) | Xavier Dupont de Ligonnès (1961-?) | Xavier Dupont de Ligonnès (1961-?) | Xavier Dupont de Ligonnès (1961-?) |                         |                         | Agnès Hodanger (1962–2011) | Agnès Hodanger (1962–2011) | Agnès Hodanger (1962–2011) | Agnès Hodanger (1962–2011) | Agnès Hodanger (1962–2011) | Agnès Hodanger (1962–2011) |                    |                    | François | François | François           | François           | François           | François           |                    |                    | Christine (1966) | Christine (1966) | Christine (1966) | Christine (1966) | Christine (1966) | Christine (1966) |  |  | Bertram de Verdun (1979) | Bertram de Verdun (1979) | Bertram de Verdun (1979) | Bertram de Verdun (1979) | Bertram de Verdun (1979) | Bertram de Verdun (1979) |  |  |  |  |  |  |  |  |  |  |
| Véronique (1957) | Véronique (1957) | Véronique (1957)   | Véronique (1957)   | Véronique (1957)                      | Véronique (1957)                      |                                       |                                       | Xavier Dupont de Ligonnès (1961-?)    | Xavier Dupont de Ligonnès (1961-?)    | Xavier Dupont de Ligonnès (1961-?) | Xavier Dupont de Ligonnès (1961-?) | Xavier Dupont de Ligonnès (1961-?) | Xavier Dupont de Ligonnès (1961-?) |                         |                         | Agnès Hodanger (1962–2011) | Agnès Hodanger (1962–2011) | Agnès Hodanger (1962–2011) | Agnès Hodanger (1962–2011) | Agnès Hodanger (1962–2011) | Agnès Hodanger (1962–2011) |                    |                    | François | François | François           | François           | François           | François           |                    |                    | Christine (1966) | Christine (1966) | Christine (1966) | Christine (1966) | Christine (1966) | Christine (1966) |  |  | Bertram de Verdun (1979) | Bertram de Verdun (1979) | Bertram de Verdun (1979) | Bertram de Verdun (1979) | Bertram de Verdun (1979) | Bertram de Verdun (1979) |  |  |  |  |  |  |  |  |  |  |
|                  |                  |                    |                    |                                       |                                       |                                       |                                       |                                       |                                       |                                    |                                    |                                    |                                    |                         |                         |                            |                            |                            |                            |                            |                            |                    |                    |          |          |                    |                    |                    |                    |                    |                    |                  |                  |                  |                  |                  |                  |  |  |                          |                          |                          |                          |                          |                          |  |  |  |  |  |  |  |  |  |  |
|                  |                  |                    |                    |                                       |                                       |                                       |                                       |                                       |                                       |                                    |                                    |                                    |                                    |                         |                         |                            |                            |                            |                            |                            |                            |                    |                    |          |          |                    |                    |                    |                    |                    |                    |                  |                  |                  |                  |                  |                  |  |  |                          |                          |                          |                          |                          |                          |  |  |  |  |  |  |  |  |  |  |
|                  |                  |                    |                    |                                       |                                       |                                       |                                       |                                       |                                       |                                    |                                    |                                    |                                    |                         |                         |                            |                            |                            |                            |                            |                            |                    |                    |          |          |                    |                    |                    |                    |                    |                    |                  |                  |                  |                  |                  |                  |  |  |                          |                          |                          |                          |                          |                          |  |  |  |  |  |  |  |  |  |  |
|                  |                  |                    |                    |                                       |                                       |                                       |                                       |                                       |                                       |                                    |                                    |                                    |                                    |                         |                         |                            |                            |                            |                            |                            |                            |                    |                    |          |          |                    |                    |                    |                    |                    |                    |                  |                  |                  |                  |                  |                  |  |  |                          |                          |                          |                          |                          |                          |  |  |  |  |  |  |  |  |  |  |
|                  |                  | Benoît (1997–2011) | Benoît (1997–2011) | Benoît (1997–2011)                    | Benoît (1997–2011)                    | Benoît (1997–2011)                    | Benoît (1997–2011)                    |                                       |                                       | Anne (1994–2011)                   | Anne (1994–2011)                   | Anne (1994–2011)                   | Anne (1994–2011)                   | Anne (1994–2011)        | Anne (1994–2011)        |                            |                            | Thomas (1992–2011)         | Thomas (1992–2011)         | Thomas (1992–2011)         | Thomas (1992–2011)         | Thomas (1992–2011) | Thomas (1992–2011) |          |          | Arthur (1990–2011) | Arthur (1990–2011) | Arthur (1990–2011) | Arthur (1990–2011) | Arthur (1990–2011) | Arthur (1990–2011) |                  |                  |                  |                  |                  |                  |  |  |                          |                          |                          |                          |                          |                          |  |  |  |  |  |  |  |  |  |  |

#### Xavier, le père
Xavier Pierre Marie Dupont de Ligonnès est né le 9 janvier 1961 à Versailles, fils de Bernard « Hubert » Marie Dupont de Ligonnès (7 novembre 1931, Senlis - 20 janvier 2011, Levallois-Perret), ingénieur de l'École nationale supérieure de mécanique et d'aérotechnique (ENSMA Poitiers), et de Geneviève Maître (née en 1930 à Versailles),. Le père de Xavier, Bernard-Hubert, « play-boy et baroudeur », quitte le foyer familial alors que Xavier est âgé d'une dizaine d'années. L'enfant grandit avec ses deux sœurs dans un appartement rue du Maréchal-Foch, à Versailles, et étudie au lycée privé Saint-Exupéry. Sa mère Geneviève fonde en 1960 le groupe de prière « Philadelphie » ou « Le Jardin », un mouvement à caractère sectaire fondé sur l'Apocalypse, implanté entre Versailles et le nord de la Bretagne, qui est par la suite dirigé par Christine, la sœur de Xavier, et a fait l'objet, en novembre 2019, d'une enquête préliminaire par le parquet de Versailles, pour « abus de faiblesse en état de sujétion psychologique visant un mouvement d'inspiration catholique, traditionaliste, radical et apocalyptique »,.
Les activités professionnelles de Xavier Dupont de Ligonnès sont très floues, mais il est défini comme « commercial », selon une source proche de l’enquête. Il a créé plusieurs petites structures, au succès limité :
- la SELREF, société à l'activité discrète et mal définie basée à Pornic (Loire-Atlantique), dont il était gérant-salarié. Les comptes de la société pour l'année 2006, accessibles via un site d’information commerciale, montraient un bilan réduit à sa plus simple expression, et le dernier dépôt d’informations au greffe du tribunal de commerce remontait au 24 février 2004[13]. Il avait embauché en 2003 six commerciaux qui durent être licenciés par la suite[14] ;
- la Route des Commerciaux (même adresse que la SELREF[13]), un guide d'hôtels et de restaurants pour VRP[15] ;
- Carte Crystal (à l'adresse personnelle de la famille Dupont de Ligonnès, bd Robert-Schuman[13]), un « projet de système de fidélisation de clientèle pour les restaurants »[16] ;
- une Fédération française des commerciaux (également basée bd Robert-Schuman et dont les statuts avaient été déposés en avril 2004), qui avait pour but de « centraliser les informations nécessaires aux professionnels de la formation commerciale, quel que soit leur statut »[13],[17].

Xavier Dupont de Ligonnès est considéré par la justice comme le principal témoin et suspect principal dans l'assassinat de son épouse et ses quatre enfants. Après la découverte des corps enterrés dans le jardin de la maison familiale, la police s'est mise à sa recherche, mais il est resté introuvable. D'après le procureur, s'appuyant sur des témoignages de la famille, il aurait déclaré par lettre, afin de justifier son absence et celle de sa famille, « qu’il était en quelque sorte un agent secret pour le compte des États-Unis et devait y retourner dans le cadre d’un programme de protection de témoins pour assister à un procès contre la drogue ».

#### Agnès, la mère
Son épouse, Agnès Alice Odette Hodanger, est née le 9 novembre 1962 à Neuilly-sur-Seine au sein d'une « bonne famille » d'avocats et d’architectes,, et descend par sa mère d'un médecin égyptien venu s'installer à Noyers-sur-Serein dans les années 1900. Elle grandit à Versailles où elle rencontre son futur mari au début des années 1980 avant de l'épouser en 1991. Elle est adjointe à la vie scolaire au sein de l'ensemble scolaire catholique Blanche-de-Castille de Nantes, où elle enseigne également le catéchisme.
Agnès est décrite par les paroissiens comme une femme très pieuse, se rendant régulièrement à la messe en compagnie de ses enfants et autoritaire avec eux. En 2004, sept ans avant le drame, elle s'était confiée longuement sur le forum Doctissimo, témoignant des difficultés que connaissaient le couple et la famille. Agnès Hodanger avait quarante-huit ans lors de sa mort ; elle a été tuée de deux balles dans la tête.

#### Arthur
Arthur Nicolas Marie Dupont de Ligonnès est né le 7 juillet 1990 à Versailles d'un autre père, mais reconnu par Xavier Dupont de Ligonnès lors de son mariage avec Agnès, deux ans après sa naissance. Il obtient un baccalauréat sciences et technologies industrielles (STI) à 20 ans,. Étudiant en BTS Génie Informatique à l'établissement privé Saint-Gabriel, sis à Saint-Laurent-sur-Sèvre, en Vendée, Arthur est aussi employé de restauration dans une pizzéria de Nantes. Arthur avait 20 ans à sa mort ; il est mort de deux balles dans la tête.

#### Thomas
Thomas Bernard Marie Dupont de Ligonnès est né le 28 août 1992 à Draguignan. Il obtient un baccalauréat littéraire à 16 ans. Passionné de musique, il était étudiant en musicologie à l'Université catholique de l'Ouest d'Angers et vivait au foyer Saint-Aubin, où il est décrit comme un « garçon sans histoires souvent accompagné de sa famille, qui venait le déposer ou le rechercher », alors que plusieurs de ses camarades se souviennent d'un garçon « très discret ». Thomas avait 18 ans le jour de sa mort ; il a été tué de deux balles dans la tête et d'une balle dans le thorax.

#### Anne
Anne Geneviève Marie Dupont de Ligonnès est née le 2 août 1994 à Draguignan. Scolarisée en 1re scientifique au lycée privé La Perverie-Sacré-Cœur de Nantes, elle est décrite par ses amies et proches comme une jeune fille qui suivait l'exemple de sa mère, croyante, ouverte aux autres et attentionnée. Ses absences répétées sur Internet et les appels de téléphone de ses amis laissés sans réponse avaient inquiété ces derniers. Anne avait 16 ans le jour de sa mort ; elle a été tuée de deux balles dans la tête.

#### Benoît
Benoît Daniel Marie Dupont de Ligonnès est né le 29 mai 1997 à Nantes. Scolarisé au collège privé La Perverie-Sacré-Cœur, il est le dernier enfant de la famille. Il était populaire dans son collège, selon ses amis et camarades, et plaisait aux filles. Il était enfant de chœur à l'église Saint-Félix. Benoît avait 13 ans à sa mort ; il a reçu trois balles dans la tête et deux balles dans le thorax.

### Amis de Xavier

#### Michel Rétif
Michel Roger René Rétif est né le 14 octobre 1964 dans le 14e arrondissement de Paris. Lui aussi commercial, il est un proche ami de Xavier depuis les années 1980. En 1990, ils font ensemble un voyage de 18 mois aux États-Unis, visitant 48 États. Ils auraient formé un trio amoureux avec la femme de Xavier pendant quelques mois dans les années 2000. Le 14 avril 2011, veille de la disparition de son ami, Michel Rétif se trouvait à dix kilomètres de Roquebrune-sur-Argens où Xavier Dupont de Ligonnès a été localisé pour la dernière fois. Atteint d'un cancer et se sachant condamné par la maladie, Michel Rétif se suicide le 2 mars 2018 à Lunel-Viel (Hérault).

#### Emmanuel Teneur
Emmanuel Hugues Pierre Teneur, né le 13 mars 1960 à Malo-les-Bains, est devenu un des meilleurs amis de Xavier depuis les années 1980,. Homosexuel, il aurait été amoureux de Xavier. Son addiction à l'alcool lui cause une cirrhose du foie. Durant son hospitalisation pour soigner cette pathologie, Emmanuel Teneur est victime de crises de delirium tremens, un puissant trouble neurologique lié à son sevrage alcoolique. Il meurt d'une crise cardiaque consécutive à une embolie pulmonaire le 18 janvier 2020 à Montpellier.

## Faits présumés

### Un an avant les meurtres
Xavier Dupont de Ligonnès, qui a multiplié les échecs professionnels et se voit rattrapé par les dettes, envoie à deux amis un courriel dans lequel il écrit : 

« Si ça tourne mal, je n’ai que deux solutions, me foutre en l’air avec ma voiture ou foutre le feu à la baraque quand tout le monde dort […]. Post-scriptum : je suis très sérieux, lucide et sous l’emprise d’aucune drogue ni d’aucun alcool. »

« Je serai donc fin août-début septembre au pied du mur avec une décision définitive à prendre : suicide seul ou suicide collectif… », poursuit-il, accompagnant son message d'une pièce jointe intitulée « Dispositions.doc » ressemblant à un testament.

### Derniers gestes de la famille

#### Mars 2011
Xavier Dupont de Ligonnès achète un silencieux et des cartouches de carabine le 12 mars 2011 dans une armurerie de Nantes. Il était inscrit au Stand National de tir Charles des Jamonières à « la Jonelière », au nord de Nantes, où il est allé à quatre séances entre le 26 mars et le 1er avril. Il avait obtenu sa licence le 2 février 2011. Ses enfants Thomas et Benoît avaient commencé l'initiation. Arthur aurait dû également y aller.
Un ticket de caisse d'un magasin de bricolage à Saint-Maur dans l'Indre est retrouvé au domicile de la famille, daté d'un mercredi de la fin mars — le 23 ou le 30 — et sur lequel figurent plusieurs achats, dont « un rouleau de sacs-poubelles de grande taille, ainsi qu'un paquet de dalles plastique adhésives pour le sol ».

#### Avril 2011

##### 1erau 3 avril: dernières apparitions de la famille
Le 1er avril, le fils aîné Arthur quitte Saint-Laurent-sur-Sèvre où il est étudiant et ne rejoint pas le soir même la pizzeria de Nantes où il travaille et où il devait recevoir son salaire, ce qui intrigue l'employeur du jeune homme qui affirme qu'il venait pourtant toujours chercher sa paye du mois. Xavier Dupont de Ligonnès achète du ciment ainsi qu'une bêche et une houe.
Le 2 avril, Xavier achète quatre sacs de chaux de 10 kg chacun, dans différents magasins de la région nantaise.
Le 3 avril, un voisin, Fabrice, voit pour la dernière fois Agnès puis, peu après, Xavier « mettant des gros sacs dans sa voiture », une Citroën C5. Le couple et trois des enfants vont au cinéma et dînent dans un restaurant nantais.
À 22 h 37, Xavier laisse le message suivant sur le répondeur de sa sœur Christine : « […] On était au cinoche en famille, et au restaurant ensuite : dimanche soir, et on rentre juste — donc je t'ai envoyé un petit truc pour te demander si c'était trop tard pour le téléphone et puis là je vois que tu es sur ton répondeur. Mais… J'ai été surpris, tu me parles de Bertram, qui est dans ses préparatifs pour l'avion !? Ah ?! donc… Je croyais qu'il venait d'arriver !… Alors j'étais un peu surpris. Voilà, je t'embrasse… Si c'est pas trop tard, tu me rebipes, ou tu m'envoies un petit SMS et je te rappelle, là je vais coucher les enfants, dire bonsoir à tout le monde. À tout de suite !… Peut-être… ».
Avant la disparition
Pour expliquer la disparition de la famille, le bail de la maison a été résilié. Tous les comptes bancaires ont été clos. L'école des enfants a reçu un solde de tout compte. L’employeur d'Agnès a été informé qu'elle souffrait d'une gastro-entérite, puis qu'elle s'en allait en Australie. La boîte aux lettres a été démontée et à la place a été laissé un message imprimé sur feuille A4 indiquant : « Courriers à retourner à leurs expéditeurs. Merci ». La maison a été partiellement vidée.

##### 4 et 5 avril: fenêtre probable des assassinats
Le lundi 4 avril 2011, Anne et Benoît sont absents du collège la Perverie Sacré-Cœur « pour cause de maladie »,. Les élèves proches d'Anne et de Benoît s'inquiètent de ne pouvoir les joindre. Ils évoquent la rumeur d'un départ en Australie où le père aurait été muté et trouvent suspect qu'ils n'aient pas été prévenus par leurs camarades de ce « départ ». Ils ont tenté de contacter Benoît et Anne sur Internet et par SMS. La sœur de Xavier, Christine de Ligonnès, passe entre 20 et 30 minutes au téléphone avec lui. Selon elle, tout avait l'air normal.
Le soir, Xavier dîne en tête-à-tête avec son fils Thomas dans un restaurant gastronomique de la périphérie d'Angers, « Le Cavier/La Croix Cadeau » à Avrillé. Les deux serveurs se souviennent que le jeune homme de 18 ans ne se sentait pas très bien vers la fin du repas et que le dîner était des plus silencieux,.
Le 5 avril, un huissier de justice, chargé de recouvrer une dette de 20 000 euros, se rend à la maison familiale, mais trouve porte close.
Selon les enquêteurs, Xavier Dupont de Ligonnès aurait assassiné son épouse Agnès et trois de ses enfants dans la nuit du 3 au 4 avril, puis son fils Thomas dans la soirée du 5 avril.

##### 5 au 7 avril: des témoignages contraires
Des témoins du voisinage sèment le doute sur la date supposée du décès d'Agnès de Ligonnès. Elle aurait été aperçue devant son domicile le 5 avril vers 12 h 15 ou 12 h 30, puis le 7 avril. Le procureur de Nantes a déclaré que la date exacte des décès ne pouvait être déterminée « au jour près par les légistes ». Ainsi, une salariée du salon de coiffure voisin du domicile familial affirme sur RTL avoir vu Agnès Dupont de Ligonnès le mardi 5 avril. « Je venais chercher mon salaire. C'était un mardi, c'était le 5 avril. J'en avais besoin. Je l'ai vue sur le trottoir avec son téléphone vers midi quinze, midi trente », déclare cette femme.
Un ami de Thomas, étudiant en musicologie comme lui, affirme que Thomas a passé l'après-midi du mardi 5 avril en sa compagnie dans son domicile d'Angers où ils ont fait de la musique et regardé la télévision. Il s'apprêtait à passer la nuit chez son ami quand Xavier aurait appelé son fils pour qu'il rentre à Nantes au chevet d'Agnès, sa mère, qui aurait eu « un accident de vélo ». Thomas dîne rapidement chez son ami puis prend le train vers 22 h 30. Le lendemain, son ami cherche à avoir des nouvelles mais se voit répondre de courts SMS comme « Je rentre pas. Je suis malade », ou encore « Malade à crever, je ne vais pas en cours ». Deux jours après le départ de Thomas, son ami reçoit un dernier SMS : « Je n'ai plus de batterie, mon père va me chercher un nouveau chargeur ». Pauline, une ex-petite amie et camarade de classe de Thomas, se souvient d'un « garçon blagueur, souriant, joyeux ». Elle décrit son ex-compagnon comme « quelqu'un de très très gentil, toujours à l'écoute (…) très proche de ses frères, de sa sœur, de sa mère et de son père (…) passionné de musique et de cinéma ». De plus, elle déclare qu'elle lui a parlé sur Facebook le mardi 5 avril lorsqu'il se trouvait chez son ami, et qu'il lui a paru « bizarre sur la manière d'écrire » lorsqu'il lui a confié que sa mère avait eu un accident de vélo selon son père et qu'il devait rentrer chez lui le soir-même. De même, la veille de cette journée, le lundi 4 avril, elle avait aperçu Thomas « seul », tout comme le mardi 5, où le jeune homme lui a dit qu'il « allait sécher les cours du mercredi pour venir faire une répétition », à laquelle il n'était pas venu, ce qui « ne lui ressemblait pas »[réf. nécessaire].
La petite amie d'Arthur, inquiète de ne pas avoir eu de nouvelles de son compagnon, vient le mercredi 6 avril frapper à la porte de la maison familiale des Dupont de Ligonnès, où « une lumière éclairait encore le premier étage », mais les deux labradors de la famille n'aboyaient pas à ce moment-là[réf. nécessaire]. Cette même semaine, des voisins entendent les chiens de la famille hurler deux nuits durant, puis plus rien.
Le 7 avril, Xavier Dupont de Ligonnès aurait été vu faisant plusieurs allers-retours et transportant des gros sacs et cabas à sa voiture Citroën C5. Une voisine affirme avoir également parlé avec Agnès ce jour-là : « Le 7 avril, j’ai vu Agnès promener son chien. On a parlé un peu. Puis j’ai écourté car j’avais un rendez-vous impératif ».
« Les journaux disent qu'elle est morte d'après les autopsies le 4 (avril) et moi j'étais quasiment persuadée de l'avoir vue le jeudi 7 au soir parce que je sais que je n'avais pas beaucoup de temps pour parler avec elle parce que le jeudi soir je récupère mon fils chez la nourrice », avait déclaré sur RTL cette voisine proche,. Le reportage d'Anne-Sophie Martin, diffusé sur France 2 dans l'émission Envoyé spécial le 24 octobre 2013, montre que plus de deux ans plus tard, cette voisine est toujours persuadée d'avoir vu Agnès. Le reportage présente un autre témoignage, une commerçante et amie d'Agnès qui affirme l'avoir vue dans son commerce le jeudi 7 ou le vendredi 8 avril.

##### 8 avril: derniers signes de Xavier à Nantes
Xavier communique sur le forum catholique cite-catholique.org. D'après le procureur de la République, il « s'est connecté pour la dernière fois le 8 avril, à partir de l'adresse IP du domicile nantais de la famille »,. Il envoie un courriel à son beau-frère, époux de Christine : « Tout va bien, Bertram, tu auras bientôt des nouvelles plus longues par Christine. À plus. Amicalement. Xavier ».

### Lettres aux proches et disparition de la famille
| \| Nantes Puilboreau Blagnac Le Pontet La Seyne-sur-Mer Roquebrune-sur-Argens \| La « cavale » de Xavier Dupont de Ligonnès : · 1. Départ de Nantes le 10/04 · 2. Nuit du 10 au 11/04 à Puilboreau · 3. Nuit du 11 au 12/04 à Blagnac · 4. Nuit du 12 au 13/04 au Pontet · 5. Nuit du 13 au 14/04 à La Seyne-sur-Mer · 6. Nuit du 14 au 15/04 à Roquebrune-sur-Argens, · puis disparition de Xavier. |
| Nantes Puilboreau Blagnac Le Pontet La Seyne-sur-Mer Roquebrune-sur-Argens |

#### 11 avril
Le collège de la Perverie reçoit une lettre signée de la main de Xavier, indiquant qu'Anne et Benoît (les enfants) quittent l'établissement et partent en Australie du fait d'une « mutation professionnelle urgente ». L'établissement catholique Blanche-de-Castille reçoit une lettre de démission signée de la main d'Agnès, évoquant également cette mutation. Le directeur ne parvient pas à la joindre par téléphone.
Une lettre dactylographiée non signée, datée du 11 avril (la date peut avoir été ajoutée) et destinée à ses proches, est révélée par la presse le 5 mai. Dans cette lettre, Xavier explique qu'après qu'il a travaillé en secret pour la DEA (agence fédérale américaine dans la lutte contre les stupéfiants) l'ensemble de la famille a dû être exfiltré vers les États-Unis dans le cadre du Programme fédéral de protection des témoins et que personne ne pourra les joindre durant plusieurs années.
Il explique que toute la famille sera contrainte de vivre sous une fausse identité, financée par le gouvernement des États-Unis et résidera dans un endroit où il fait chaud la plupart du temps et où il y a de la bonne musique. Il recommande même à ses proches de faire circuler sur les réseaux sociaux la nouvelle de sa prétendue mutation en Australie.
Xavier passe la nuit du 11 au 12 avril à l'hôtel Première Classe de Blagnac, près de Toulouse, règle par carte bancaire, puis repart avec sa Citroën C5.

#### 12 au 14 avril
Xavier Dupont de Ligonnès passe la nuit du 12 au 13 avril à l'Auberge de Cassagne sur la commune du Pontet (Vaucluse), sous la fausse identité de M. Xavier Laurent. Il paye 214,59 € par carte bancaire.
Le 13 avril, une couturière dont la boutique est située près de la maison voisine des Dupont de Ligonnès appelle la police, inquiète de voir les volets clos depuis plus d'une semaine alors que la voiture d'Agnès est garée dans la rue. Les policiers font appel à un serrurier et constatent que la maison a partiellement été vidée et nettoyée.
Le 14 avril, Xavier retire 30 € à un distributeur automatique de billets à Roquebrune-sur-Argens (Var). Le soir, il dort dans l’hôtel Formule 1 de cette commune, où il est enregistré par une caméra de vidéosurveillance.

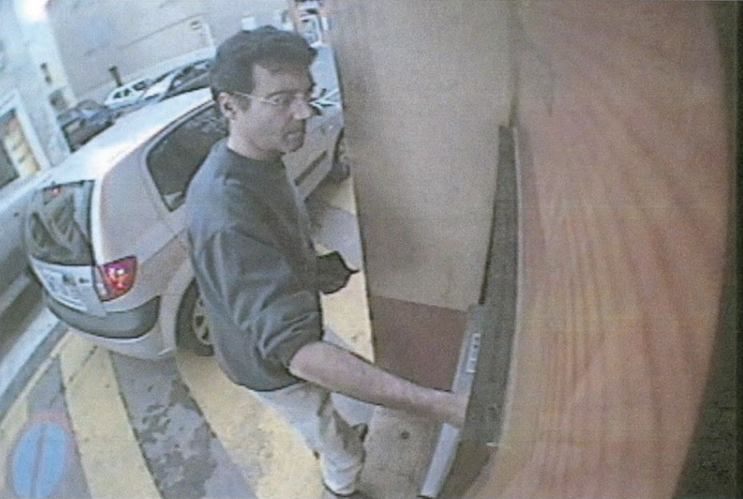
Xavier Dupont de Ligonnès retirant 30 euros dans un guichet automatique à Roquebrune-sur-Argens le 14 avril 2011.

#### 15 avril
Le lendemain, Xavier quitte l'hôtel et abandonne son véhicule. À une trentaine de kilomètres de Roquebrune-sur-Argens, Colette Deromme disparaît de sa villa de Lorgues (Var) de façon mystérieuse, sans prendre son véhicule ni ses clefs. Son corps est retrouvé quelque temps plus tard. Dans les années 1990, les époux Dupont de Ligonnès ont habité Lorgues, près de Draguignan où sont nés deux de leurs enfants. Un rapprochement a été proposé entre ces deux faits divers mais la justice n'évoque qu'une coïncidence. Elle a en fait été étranglée par sa belle-sœur pour un différend financier.
La trace de Xavier Dupont de Ligonnès se perd à partir de cette date. La dernière image de lui le montre sur une caméra de vidéo-surveillance à 16 h 10, en train de quitter à pied le parking de l'hôtel F1 dans lequel il a passé la nuit, après y avoir laissé sa voiture.

## Enquête judiciaire
L'enquête, qui dure depuis 2011, a donné lieu à plus de neuf cents signalements et à des recherches qui se sont toutes révélées de fausses pistes. En 2023, toutes les pistes restent ouvertes et la police judiciaire de Nantes continuera l'enquête tant qu'aucun nouvel élément ne sera apporté : Xavier Dupont de Ligonnès reste sous le coup d’une notice bleue (témoin). L'affaire continue de susciter l'intérêt du public, même à l'étranger.

### Enquête pour disparition inquiétante et découverte de corps
Une enquête est ouverte le 19 avril pour disparition inquiétante. Deux jours plus tard, le 21, un avis de recherche est lancé pour toute la famille. Mais dans la journée, les enquêteurs découvrent sous la terrasse de la maison les restes humains de la mère et de ses quatre enfants, en tenue de nuit, les corps enveloppés de draps, placés dans des sacs de jute et recouverts de chaux vive pour en accélérer la décomposition et atténuer les odeurs de putréfaction cadavérique. Les deux chiens de la famille, des labradors, ont été aussi abattus et enterrés.
Dans la nuit du 21 au 22, la Citroën C5 bleu métallisé immatriculée 235 CJG 44, est repérée sur le parking du Formule 1 de Roquebrune-sur-Argens par des gendarmes équipés d’un logiciel de lecture automatique des plaques d’immatriculation, relié au fichier des véhicules recherchés. Un véhicule Pontiac, également recherché, reste introuvable.
Les enquêteurs se tournent aussi vers la piste d'un monastère. Xavier Dupont de Ligonnès aurait pu se retirer dans un monastère, lieu qui garantit la discrétion et qui apparaît comme idéal pour un fugitif.

### Autopsies, obsèques et crémation

#### 22 avril: autopsies
D'après les autopsies, après avoir été droguées avec un somnifère, les victimes auraient été abattues à bout portant pendant leur sommeil, avec une carabine 22 Long Rifle. Xavier Dupont de Ligonnès possède une arme de ce calibre, héritée de son père trois mois avant le drame.
Le 22 avril, soit le jour même des autopsies, le procureur de la République de Nantes indique qu'il va donner l'ordre de délivrer les permis d'inhumer dans les jours qui suivent. Cette décision, jugée rapide par les proches des victimes, et le fait que la famille a été dissuadée de reconnaître les corps avant l'incinération, renforce la famille de Xavier dans sa conviction que les corps exhumés ne sont pas ceux d'Agnès et des enfants.
Une notice bleue (témoin) est délivrée à l'encontre de Xavier de Ligonnès pour qu'il soit entendu à titre de témoin dans le cadre d'une information judiciaire contre X pour assassinats.

#### 28 avril: obsèques
Les obsèques de la famille sont célébrées à 14 h 30 en l'église Saint-Félix de Nantes. La famille de Ligonnès fréquentait régulièrement cette paroisse où le plus jeune, Benoît (13 ans), était enfant de chœur. 1 400 personnes sont présentes à la célébration, dont le maire de Nantes Jean-Marc Ayrault. La famille demande une célébration sobre, sans fleurs ni couronnes. Un important dispositif de sécurité est mis en place. Puis les corps sont incinérés. Les inhumations ont eu lieu le 30 avril à 10 h 30, à Noyers-sur-Serein dans l'Yonne, berceau de la famille d'Agnès.

### Recherche du père de famille
Le 29 avril, une battue est organisée dans le Var. Le 10 mai, Xavier Dupont de Ligonnès est officiellement recherché à titre de témoin et fait l'objet initialement d'une notice bleue (témoin) d'Interpol, diffusée à l'international mais rendue non publique. Depuis, aucun média n'a confirmé textuellement de notice rouge à son sujet (seulement 7000 sur 27000 sont publiées), et il ne fait pas l'objet d'une quelconque notice Europol. Le 23 juin, une dizaine de spéléologues du Spéléo secours du Var fouillent une quarantaine de cavités naturelles à partir du Rocher de Roquebrune-sur-Argens, à quinze kilomètres à la ronde,.

## Pistes de recherche

### Amies
Avant sa disparition, Xavier Dupont de Ligonnès a cherché à reprendre contact avec plusieurs de ses anciennes amies. La police judiciaire de Nantes, sous l'instruction du juge Robert Tchalian, a recherché pendant près de deux ans une femme de nationalité allemande, Claudia, que Dupont de Ligonnès a failli épouser au début des années 1980 et avec qui il avait gardé le contact. Il parle notamment, un an avant le crime, d’en finir, dans une lettre envoyée à une de ses maîtresses, Catherine.
Le 27 février 2013, la police allemande a prévu de lancer un appel à témoins dans l'émission de télévision Aktenzeichen XY ungelöst sur la chaîne publique ZDF pour retrouver Claudia, appel à témoins abandonné lorsque la partie civile, la sœur et le beau-frère de Xavier Dupont de Ligonnès, ont fait remarquer que le dossier d'instruction contenait ses coordonnées mail. Elle est entendue par les enquêteurs le 16 avril 2013, mais son témoignage « n’a rien apporté au dossier », selon la procureure de la République, Brigitte Lamy.

### Piste américaine
En 1990, Xavier Dupont de Ligonnès séjourne 18 mois aux États-Unis en faisant un périple en voiture avec son ami Michel Rétif tout le long de la Route 66. En 1998, il repart outre-Atlantique pendant six mois seul pour évaluer la faisabilité d'une création d'entreprise et d'un déménagement familial. En 2002, il emmène son épouse et ses enfants en Amérique du Nord. Ils voyagent pendant neuf mois avec un camping-car. Leur pérégrination s'achève à Miami en Floride. Sur place, avec l'aide d'un ami, il crée une entreprise reprenant le même concept que la Route des commerciaux.
Xavier Dupont de Ligonnès crée ainsi Netsurf Concept LLC, société enregistrée le 20 février 2003 au registre du commerce de Floride. À cette occasion, il se fait conseiller par Gérard Corona, expatrié français dirigeant de l'entreprise Strategy Netcom fondée en 1998. Ce dernier s'est spécialisé dans l'aide des étrangers dans leurs démarches administratives et légales sur le sol américain. Il propose également à ses clients d'ouvrir des comptes bancaires à l'étranger et d'obtenir des cartes de paiement anonymes leur permettant de retirer de l'argent dans le monde entier sans laisser de trace. Xavier Dupont de Ligonnès aurait pu utiliser ces services pour disparaître.

### Recherches dans le massif des Maures
Le 9 avril 2013, une mission de repérage est effectuée afin de retrouver le corps de Xavier Dupont de Ligonnès, préfigurant des recherches plus importantes. Les enquêteurs, assistés de spéléologues, fouillent les anciennes mines de plomb du Pic Martin, au Cannet-des-Maures (Var). C'est à cet endroit que les corps des victimes de la tuerie d'Auriol (1981) furent découverts.
Le 2 mai 2013, les recherches prévues, mobilisant une cinquantaine de gendarmes et de pompiers du GRIMP (Groupe de reconnaissance et d'intervention en milieu périlleux), ne retrouvent aucun corps.

### Thèse du suicide
La procureure Brigitte Lamy ne remet pas en cause le statut de suspect de Xavier Dupont de Ligonnès et penche pour la thèse du suicide. Elle indique que quand le corps sera retrouvé et sans autre suspect, l'enquête débouchera sur un non-lieu.
En juin 2013, un corps est retrouvé à une vingtaine de kilomètres du lieu où a été vu Xavier Dupont de Ligonnès pour la dernière fois. Une autopsie est réalisée, les enquêteurs n'excluant pas qu'il s'agisse de son corps. « À ce jour, il ne s'agit pas du corps de Xavier Dupont de Ligonnès », a affirmé le procureur de Draguignan, Danielle Drouy-Ayral, sans toutefois donner plus de détails pour justifier cette affirmation.
En 2019, l'ancien directeur interrégional ouest de la police judiciaire Jean-Paul Le Tensorer se dit convaincu que Xavier Dupont de Ligonnès a mis fin à ses jours. Il décrit un personnage aux abois et acculé face à une situation financière et patrimoniale intenable, empruntant de l'argent à ses proches, à ses maîtresses et puisant dans l'héritage de son épouse. L'ancien policier met en lumière les fonds nécessaires pour financer un changement d'identité, une chirurgie plastique et une vie quotidienne coupée de son entourage. Néanmoins, des proches et des journalistes n’accordent pas de crédit à cette thèse du suicide, et la préparation méticuleuse de sa fuite par Xavier Dupont de Ligonnès en est une raison.

### Découverte d'ossements (2015)
Durant la soirée du 28 avril 2015, des ossements sont découverts par un promeneur dans la forêt de Bagnols, près de Fréjus, proche du lieu où Xavier Dupont de Ligonnès avait été aperçu pour la dernière fois.
La police fait alors le rapprochement avec la disparition du suspect, et procède à des analyses sur ce qui semble rester d'un camp de survie, où sont également retrouvés quelques objets tels qu'un portefeuille vide, un briquet, des lunettes, un sac de couchage, un magazine ainsi qu'une facture datant de 2011. Une broche médicale aurait également été retrouvée dans l'avant-bras de l'inconnu. Toutefois, à la connaissance des policiers, Xavier Dupont de Ligonnès ne portait pas de broche à l'avant-bras, bien qu'il ne soit pas impossible qu'il se soit fait opérer après sa disparition. De plus, il semblerait que le magazine retrouvé dans le camp daterait plutôt de l'année 2010[réf. nécessaire]. Or, les événements qui ont précédé la fuite de Xavier Dupont de Ligonnès datent, eux, de 2011.
Le 1er mai 2015, le site internet RTL.fr rapporte que « l'ADN prélevé sur les effets personnels du cadavre découvert le 28 avril au soir à Bagnols-en-Forêt dans le Var n'est pas celui de Xavier Dupont de Ligonnès mais celui d'un autre homme inconnu pour l'instant ».

### Courrier envoyé à une journaliste (2015)
Une journaliste nantaise reçoit mi-juillet 2015 un courrier contenant une photo représentant Arthur et Benoît, l’aîné et le benjamin, assis devant une table de cuisine. Au verso de la photo est écrit « Je suis encore vivant » et la formule quelque peu bancale et énigmatique, inscrite en minuscules « de là jusqu'à cette heure », suivie de la signature « Xavier Dupont de Ligonnès ». L'identité de l'expéditeur reste incertaine.

### Piste du monastère de Roquebrune-sur-Argens (2018)
Le 9 janvier 2018, jour de l'anniversaire du fugitif, le quotidien Ouest-France annonce vers 9 h qu'une intervention de la police judiciaire a lieu au monastère Saint-Désert de Roquebrune-sur-Argens. Une vingtaine d'enquêteurs interviennent dans cet édifice religieux, où deux témoins affirment avoir reconnu le père de famille lors d'une messe. Ce monastère n'avait jamais fait l'objet d'une fouille de la part des enquêteurs. Des policiers de la PJ de Nantes, assistés de leurs collègues de Toulon, relèvent les empreintes, sans succès,. Les témoins avaient confondu Xavier Dupont de Ligonnès et le prieur de la communauté.

### Arrestation de Glasgow et emballement médiatique (2019)
Le 11 octobre 2019 à 20 h 44, Le Parisien annonce, avec un bandeau « Exclusif » que « Xavier Dupont de Ligonnès a été arrêté » à l'aéroport international de Glasgow. Le journal indique plus tard avoir croisé l'information auprès de cinq sources distinctes proches du dossier et fiables, certaines s'étant fait authentifier l'identification par la police écossaise,.
Mais rapidement, l'information réelle est qu’« un homme soupçonné d’être Xavier Dupont de Ligonnès [a été] arrêté ». La police française appelle à la « plus grande prudence » concernant l'identification du suspect. La police écossaise indique à 23 h qu'un homme a été arrêté et que son identification est en cours. Il s’agit d'une dénonciation anonyme, relayée aux autorités françaises par le bureau Interpol de Londres qui nécessitait une vérification. L'AFP relaye à 23 h 30 la tenue d'une perquisition à Limay (Yvelines) au domicile de l'homme arrêté. À minuit, le procureur de la République de Nantes appelle à la « prudence », signalant que la concordance du suspect et du tueur n'est pas faite.
Cependant, de nombreux journaux, La Dépêche du Midi, Ouest-France, Le Dauphiné libéré, Le Courrier picard, L'Yonne républicaine, Dernières Nouvelles d'Alsace, Midi libre, Presse-Océan, Le Télégramme, L'Alsace, L'Ardennais, L'Est républicain, L'Union et La Montagne, sur la base de l'article du Parisien et d'une dépêche AFP envoyée à 21 h et confirmant les faits sur la base de cinq sources distinctes, font leur une affirmant sans nuance qu'il s'agit bien de Xavier Dupont de Ligonnès (certaines rédactions retirant le conditionnel à quelques minutes de leur bouclage) et les chaines d'information en continu diffusent des « éditions spéciales » toute la nuit et le lendemain matin. Interviewés tard dans la nuit et le lendemain matin, les voisins de l'homme arrêté déclarent aux enquêteurs et à la radio qu'il est « impossible » que l'homme arrêté soit Xavier Dupont de Ligonnès.
Le lendemain, le 12 octobre 2019, les médias remettent l'information au conditionnel (dépêche AFP à 10 h 50) et finalement les autorités annoncent à 12 h 55 que l'homme arrêté n'est pas Xavier Dupont de Ligonnès : les empreintes ne correspondent que très partiellement (5 points sur 13), l'écart des yeux ne serait pas le même et l'homme arrêté est plus âgé,. Les analyses ADN confirment définitivement l’erreur sur la personne. Il s'agit en réalité de Guy Joao, un retraité de chez Renault vivant à Limay, arrêté à l'aéroport de Glasgow alors qu'il rejoignait son épouse écossaise,. Le Parisien reproche alors aux policiers écossais d'avoir confirmé à leurs homologues français une fausse information, en n'émettant aucun doute quant à l'identité de la personne arrêtée,. La police écossaise toutefois rejette les allégations voulant qu'elle aurait dit à ses homologues français que l'homme en détention était Dupont de Ligonnès: « Police Scotland n'a jamais confirmé publiquement ou privément que l'homme en détention était Xavier Dupont de Ligonnès puisque son identité n'avait pas été établie avec certitude » a-t-elle précisé dans un communiqué à l'AFP . Par ailleurs, dans son édition du 12 octobre, le quotidien The Guardian indique que la police écossaise n'avait pas donné de détails sur l'identité de l'homme qu'elle avait placé en détention mais qu'une dépêche de Reuters précisait que des sources policières françaises avaient confirmé que Dupont de Ligonnès avait été arrêté .
Cet épisode d'emballement médiatique met en évidence l'extrême dépendance des journalistes aux sources policières et leur aveuglement qui les fait devenir acteurs du spectacle qu'ils contribuent à créer.

### Piste du monastère de Montferrand-le-Château (2024)
Le 12 mars 2024, une femme signale à la gendarmerie avoir vu un individu ressemblant à Xavier Dupont de Ligonnès. Ce signalement est corroboré par deux autres personnes qui déclarent avoir reconnu un homme correspondant à la description du principal suspect du quintuple meurtre, et se faisant appeler Jean, tandis que quatre autres personnes interrogées affirment ne voir aucune ressemblance. Des prélèvements d'ADN sont néanmoins effectués par la police scientifique. Le 15 avril suivant, le procureur de la République de Nantes, Renaud Gaudeul annonce finalement que le test ADN est négatif.

## Remises en cause des conclusions de l'enquête judiciaire par les parties civiles

### Hypothèse controversée de l'exfiltration
Si dans un tout premier temps, Christine de Ligonnès émet un doute de principe sur l'authenticité de l'origine de la lettre du 11 avril 2011, tout en défendant l'innocence de son frère, à partir de mars 2012, elle affirme aux médias (qui attendent plusieurs mois avant d'en faire état) que « Xavier et sa famille ont été effectivement exfiltrés vers les États-Unis car leur existence était menacée en France. Les corps retrouvés sous la terrasse pourraient ne pas être ceux d'Agnès et des enfants. » Selon elle, « les informations qui ont fuité dans les médias provenaient d'une sélection d'éléments à charge ».

En 2013, dans le blog qu'elle a créé avec son époux Bertram de Verdun, elle évoque un courriel assez étonnant que son frère a adressé à deux amis en juillet 2010, en leur demandant de l'enregistrer, pour pouvoir l'authentifier plus tard, : 

« Dispositions à prendre en cas de problème me survenant. A l’attention d’Emmanuel T. et de Michel R., mes deux amis intimes. (…) Au vu des difficultés économiques actuelles, je préfère prendre des dispositions claires en cas d'accident (mortel ou non). (…) En cas d'accident domestique (comme un incendie provoquant la mort de toute la famille), (…), je souhaite enfin que, même après enquête de police, on ne puisse jamais laisser croire à mes parents, frères et sœurs, que ces accidents ont été volontairement provoqués par moi (même si les preuves sont formelles). Fait à Nantes, le 11 juillet 2010, et expédié conjointement par mail à Emmanuel T. et à Michel R., qui pourront ainsi prouver l'authenticité de ce document. Xavier de Ligonnès. »

Plusieurs journalistes remarquent les incohérences des théories de Christine de Ligonnès et précisent que celles-ci relèvent parfois davantage de la thèse du complot que d'une contre-enquête,,,.

### Remise en cause de l'enquête
Dans un entretien au Point en avril 2013, Stéphane Goldenstein, avocat de trois des parties civiles (Geneviève Dupont de Ligonnès, mère du principal suspect, Christine, sa sœur, et Bertram de Verdun, époux de cette dernière), souligne les zones d'ombre de l'enquête et affirme que rien ne prouve la culpabilité du père de famille dans l'affaire.

## Médiatisation de l'affaire et «cyber-enquête»
À la suite de la disparition de Xavier Dupont de Ligonnès et parallèlement aux éléments d'enquête policière relayés par les médias, des internautes français se regroupent sur des pages Facebook. Ils tentent, de manière collaborative, de découvrir et remonter la moindre trace numérique laissée sur le web par Agnès et Xavier.
Selon un communiqué de l'AFP repris par le quotidien Le Monde, « Des administrateurs d'un site catholique, qualifié d'intégriste par l'épiscopat, affirment que Xavier Dupont de Ligonnès participait à leur forum, où il s'interrogeait en 2010 sur le sens du « sacrifice » et où il se serait montré « agressif » récemment ». Parmi ces contributions, des discussions théologiques publiées, sous plusieurs identités, sur le forum chrétien La Cité catholique. Il s'est finalement fait bannir du forum,. D'après le témoignage d'un proche, il « ne mettait jamais les pieds à l’église ». Une étude publiée par Bernard Blandre dans Mouvements religieux et ensuite mise en ligne sur Internet affirme que, s'il est le meurtrier, il n'a probablement pas agi pour des motifs religieux.
En avril 2025, le youtubeur et influenceur Aqababe annonce lancer une enquête et mobiliser sa communauté afin de le retrouver,. Au bout d'une semaine, après avoir lancé le canal privé Instagram Retrouvons XDDL, où il a attiré des centaines de milliers de personnes, il publie une photographie d'un homme identifiable selon lui comme étant Xavier Dupont de Ligonnès, qui serait vivant et résiderait au Japon. Sa démarche fait polémique et est critiquée par Antoine Leroy, le procureur de la République de Nantes. Elle pose d'autant plus question qu'Aqababe est visé par des enquêtes judiciaires notamment pour pratiques commerciales trompeuses. Le 28, le procureur de la République de Nantes déclare qu'« aucun élément factuel et vérifiable » étayant ces rumeurs n'a été porté à la connaissance de la juridiction.